# Love, War and the Ghost of Whitey Ford
Love, War and the Ghost of Whitey Ford ist das fünfte Studioalbum des US-amerikanischen Rappers und Sängers Everlast. Es wurde am 23. September 2008 über die Labels Martyr Inc., Hickory Records, TRP Records und PIAS Recordings veröffentlicht. Zu den Liedern Letter Home From The Garden Of Stone, Folsom Prison Blues (welches ein Cover von Johnny Cash ist) und Stone in My Hand wurden Videos gedreht. An der Produktion des Albums war unter anderem DJ Lethal beteiligt, der in den 1990er Jahren, zusammen mit Everlast, die Gruppe House of Pain bildete.

## Hintergrund
In einem Interview mit laut.de, welches am 29. Dezember 2008 veröffentlicht wurde, antwortete Everlast auf die Frage, warum der Islam erst jetzt (Everlast ist seit 1997 konvertierter Muslim) eine größere Rolle in seiner Musik spiele, dass man als Künstler auch mal „provozieren müsse“. In Kill the Emperor oder in Stone In My Hand mache er „konkrete Statements“, die die Leute „wachrütteln“ würden. Dies habe aber nicht unbedingt etwas mit dem Islam zu tun. Die Medien hätten den Islam zu einem neuen „schwarzen Mann“ gemacht. Früher sei Russland „der Bösewicht“ gewesen, heute sei es der „Dschihad“.
Von Terroristen und dem Dschihad distanzierte sich Everlast und erklärte: „Mein Dasein als Moslem ist ein privates Ding, über das "Warum" rede ich an sich nicht viel, das ist meine Sache. Ich renne jedenfalls nicht rum und predige den Leuten, sie sollen zum Islam konvertieren. Ich sage: Es gibt viele Wege zu Gott – folge deinem. Und auf meinem Weg empfahl sich mir letzten Endes nun mal dieser Pfad. Ich hatte die Wahl und ich habe mich entschieden.“
Auf die Frage, warum das Album auffällig politisch sei, antwortete Everlast in einem Interview mit Blick, dass er sich als Künstler verpflichtet gefühlt habe, bestimmte Missstände auszusprechen, auch wenn er sich selbst nicht als politischer Künstler sehe. In den Medien sehe er oft Dinge, die ihn „wütend“ machen würden, und er habe nur die Musik, um sich auszudrücken. Es war ursprünglich nicht seine Absicht, ein auffallend politisches Album zu produzieren, „es passierte einfach“.

## Cover
Auf dem Cover ist Everlasts Gesicht in Nahaufnahme zu sehen. Er trägt eine dunkle Sonnenbrille, weiter unten steht in weißer Schrift und mit Druckbuchstaben „EVERLAST“ und noch einmal darunter, diesmal in grauer Farbe, „Love, War and the Ghost of Whitey Ford“. Der Hintergrund auf dem Cover ist schwarz, bei näherer Betrachtung sieht man arabische Schriftzeichen. Das gesamte Erscheinungsbild ist, bis auf rote Verzierungen, in schwarz-weiß gehalten.

## Titelliste
| #   | Titel                                 | Länge |
| --- | ------------------------------------- | ----- |
| 1.  | Kill The Emperor                      | 3:24  |
| 2.  | Folsom Prison Blues                   | 3:27  |
| 3.  | Stone In My Hand                      | 3:32  |
| 4.  | Anyone                                | 4:12  |
| 5.  | Die In Yer’ Arms                      | 3:40  |
| 6.  | Friend                                | 3:23  |
| 7.  | Everyone                              | 5:38  |
| 8.  | Naked                                 | 4:04  |
| 9.  | Stay                                  | 4:58  |
| 10. | Letters Home From The Garden Of Stone | 4:07  |
| 11. | Tuesday Mornin’                       | 3:59  |
| 12. | Throw A Stone                         | 0:29  |
| 13. | Weakness                              | 5:06  |
| 14. | Dirty                                 | 3:53  |
| 15. | The Ocean                             | 3:44  |
| 16. | Let It Go                             | 4:30  |

Bonus-Songs:
| #   | Titel              | Länge |
| --- | ------------------ | ----- |
| 17. | Saving Grace       | 3:06  |
| 18. | My Medicine (Demo) | 3:13  |
| 19. | Maybe              | 3:49  |

## Charts

### Album
| Jahr | Titel                                  | Höchstplatzierung, Gesamtwochen, AuszeichnungChartplatzierungen (Jahr, Titel, Platzierungen, Wochen, Auszeichnungen, Anmerkungen) | Höchstplatzierung, Gesamtwochen, AuszeichnungChartplatzierungen (Jahr, Titel, Platzierungen, Wochen, Auszeichnungen, Anmerkungen) | Höchstplatzierung, Gesamtwochen, AuszeichnungChartplatzierungen (Jahr, Titel, Platzierungen, Wochen, Auszeichnungen, Anmerkungen) | Höchstplatzierung, Gesamtwochen, AuszeichnungChartplatzierungen (Jahr, Titel, Platzierungen, Wochen, Auszeichnungen, Anmerkungen) | Höchstplatzierung, Gesamtwochen, AuszeichnungChartplatzierungen (Jahr, Titel, Platzierungen, Wochen, Auszeichnungen, Anmerkungen) | Anmerkungen                              |
| Jahr | Titel                                  | DE | AT | CH | UK | US | Anmerkungen                              |
| ---- | -------------------------------------- | --- | --- | --- | --- | --- | ---------------------------------------- |
| 2008 | Love, War and the Ghost of Whitey Ford | DE61 (1 Wo.)DE | — | CH15 (5 Wo.)CH | — | US78 (1 Wo.)US | Erstveröffentlichung: 23. September 2008 |

## Kritik
| Professionelle Bewertungen | Professionelle Bewertungen |
| -------------------------- | -------------------------- |
| Kritiken                   |                            |
| Quelle                     | Bewertung                  |
| laut.de                    | [ 3 ]                      |
| Allmusic                   | [ 4 ]                      |
| Rolling Stone              | [ 5 ]                      |
| HOT PRESS                  | [ 6 ]                      |

Max Brandl von laut.de schrieb, dass es bei dem Album – wie der Titel es schon vermuten lässt – um Krieg gehe, es sei „eine Kampfansage an die Obrigkeit und 'das System' der U.S. von A.“. Was die Klangcharakteristik betreffe, könne der Hörer eine verstärke Hinwendung zu Everlasts islamischen Bekenntnis ausmachen. Mit Love, War and the Ghost of Whitey Ford erreiche Everlast zwar „keine neuen Höhepunkte“, lege die Messlatte für „Gestandene-Männer-Herzschmerzsongs“ aber auch nicht tiefer, klinge also auch nicht schlechter als die Vorgängeralben. Auf dem Album setze Everlast auf „Altbewährtes“, nämlich auf Gitarren, Streicher und Drums, die allesamt live eingespielt seien. Zusammen ergebe dies einen „großartig-melancholischen Soundtrack“. Insgesamt höre man von Everlasts „Rap-Wurzeln“ zwar nicht mehr viel, dafür entschädige Everlast seine Fans mit einem „gefühl- und kraftvollen, sowie erwachsenem Stück Coolness der Sorte Ford.“
Gunther Reinhardt von Rolling Stone ist der Meinung, dass Love, War, and the Ghost of Whitey Ford „mehr oder weniger genauso“ wie seine Vorgängeralben klinge, aber dennoch gut sei. Es gehe „wieder um Gewehre und Gefängnisse, um Tod und Teufel, um White-Trash-Dramen“ und um die „Wiederbelebung des Blues mit den Mitteln des HipHop.“. Everlast erzähle von „Fehlern“, die noch gemacht werden müssen, oder von Fehlern, die schon passiert seien. Reinhardt lobte Everlasts Lyrics in den beiden Songs Kill the Emporer und Naked, bei dem sich der Hörer an Everlasts Zeiten bei House of Pain zurückversetzt fühle. Abschließend schrieb Reinhardt noch einmal, dass Love, War, and the Ghost of Whitey Ford nichts neues sei, dass dieser Umstand aber wahrscheinlich niemanden als Everlast selbst störe.